# Fendimetrazin
Fendimetrazin, summaformel C12H17NO, är ett centralstimulerande medel av den morfolinkemiska klassen, som används för viktminskning. Preparatet har en molmassa på 191,27 g/mol och en biologisk halveringstid på 19-24 timmar.

## Farmakologi
Fendimetrazin fungerar som en prodrog till fenmetrazin. Cirka 30 procent av en oral dos omvandlas till den. Fendimetrazin kan i huvudsak betraktas som en form med förlängd frisättning av fenmetrazin med mindre potential för missbruk. Fendimetrazin är ett anorektiskt läkemedel som fungerar som ett noradrenalin-dopaminfrisättande medel (NDRA).
Som en amfetaminkongen innehåller dess struktur ryggraden i metamfetamin, ett potent centralstimulerande medel. Medan tillsatsen av en N-metylgrupp till amfetamin avsevärt ökar dess styrka och biotillgänglighet, gör metylering av fenmetrazin föreningen praktiskt taget inaktiv. Fendimetrazin är dock en prodrog för fenmetrazin som fungerar som den aktiva metaboliten. Fendimetrazin har föredragen farmakokinetik framför fenmetrazin som ett terapeutiskt medel eftersom dess metabolisering genom demetylaser ger en mer stadig och långvarig exponering av aktivt läkemedel i kroppen. Detta minskar missbrukspotentialen eftersom den högsta blodkoncentrationen av aktivt fenmetrazin som produceras från en enda dos fendimetrazin är lägre än en enda terapeutiskt ekvivalent dos av fenmetrazin.
Avsedd som en kortvarig sekundär behandling för exogen fetma, med direkt frisättning av fendimetrazin av 35 mg tabletter, konsumeras dessa vanligtvis en timme före måltid, med högst tre doser dagligen. Fendimetrazin tillverkas också som en 105 mg kapsel med förlängd frisättning för en gång daglig dosering, vanligtvis intagen 30 till 60 minuter före en morgonmåltid. Medan formen med omedelbar frisättning har en maximal daglig dos på 210 mg (6 tabletter), har kapslarna med förlängd frisättning en maximal daglig dos på 105 mg (en kapsel). 

## Säkerhet
Substansen är narkotikaklassad och ingår i förteckning P IV i 1971 års psykotropkonvention, samt i förteckning II i Sverige.
Enligt listan över psykotropa ämnen under internationell kontroll som publicerats av International Narcotics Control Board är fendimetrazin ett förteckning III-kontrollerat ämne enligt konventionen om psykotropa ämnen.

## Se även

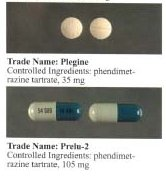